# Villaverde y Pasaconsol (kommunhuvudort)
Villaverde y Pasaconsol är en kommunhuvudort i Spanien.   Den ligger i provinsen Provincia de Cuenca och regionen Kastilien-La Mancha, i den centrala delen av landet, 140 km sydost om huvudstaden Madrid. Villaverde y Pasaconsol ligger 861 meter över havet och antalet invånare är 413.
Terrängen runt Villaverde y Pasaconsol är platt åt sydväst, men åt nordost är den kuperad. Runt Villaverde y Pasaconsol är det ganska glesbefolkat, med 21 invånare per kvadratkilometer. Närmaste större samhälle är Valverde de Júcar, 6,9 km sydost om Villaverde y Pasaconsol. Trakten runt Villaverde y Pasaconsol består till största delen av jordbruksmark.